# Ромашкинское нефтяное месторождение
Ромашкинское нефтяное месторождение — крупнейшее нефтяное месторождение России Волго-Уральской провинции. Находится на юго-востоке Татарстана, в Лениногорском районе. Открыто в 1948 году в Лениногорском районе ТАССР. Открытие месторождения дало начало масштабному строительству первого посёлка нефтяников, названного жителями Зеленогорском, который позднее, 18 августа 1955 года, с присвоением статуса города был переименован в Лениногорск.

## Характеристика месторождений
Геологические запасы нефти оцениваются в 5 млрд тонн. Доказанные и извлекаемые запасы оцениваются в 3 млрд тонн.
Нефтесодержащие песчаники девона и карбона. Залежи на глубине 1,6—1,8 км. Начальный дебит скважин — до 200 т/сут. Плотность нефти 0,80—0,82 г/см³, содержание серы 1,5—2,1 %.

## Разработка месторождений
Ромашкинское нефтяное месторождение разрабатывает российская нефтяная компания Татнефть. Добыча нефти в 2008 году составила 15,2 млн тонн.

## История
История промышленной разработки Ромашкинского нефтяного месторождения ведёт начало с 1943 года. Разведывательное бурение, проводившееся в 1943—1944 годах, позволило открыть Шугуровское месторождение и накопить уникальный материал, обобщив который, удалось доказать, что рельеф докембрийского кристаллического фундамента имеет подъём от Шугурова в северо-восточном направлении к деревне Ромашкино (Тимяшево). И именно в этом направлении было принято продолжать поиск более продуктивных нефтяных пластов. В 1948 году у деревни Ромашкино (Тимяшево) бригадой мастера Сергея Кузьмина и бурильщика Рахима Халикова был вскрыт мощный девонский пласт. 25 июля при испытании скважины был получен фонтан дебитом более 120 тонн в сутки. С началом освоения мощные нефтяные месторождения на юго-востоке Татарской АССР в СССР были названы «Вторым Баку».
Ромашкинское нефтяное месторождение относится к крупнейшим месторождениям. Месторождение уже несколько десятилетий служит настоящим полигоном для испытания многих новейших технологий и передовой техники в области разведки недр, проходки скважин, нефтедобычи, которые нашли широкое применение не только на промыслах «Татнефти», но и в масштабах всей страны и за её пределами.
Так, метод внутриконтурного заводнения, впервые нашедший применение на Ромашкинском месторождении, стал классическим примером рациональной разработки крупного месторождения, который широко применяется во всём мире. За внедрение этого метода — за труд «Новая система разработки нефтяных месторождений с применением внутриконтурного заводнения, её осуществление на крупнейшем в СССР Ромашкинском нефтяном месторождении» в 1962 г. большой группе специалистов «Татнефти» и учёных ВНИИнефти была присуждена Ленинская премия.
Ромашкинское даёт за год более 15 млн тонн нефти, или половину объёмов, добываемых в Республике Татарстан. Из его недр отобрано более 2,2 млрд тонн нефти, при этом сохраняется высокий потенциал месторождения.